# George Deukmejian

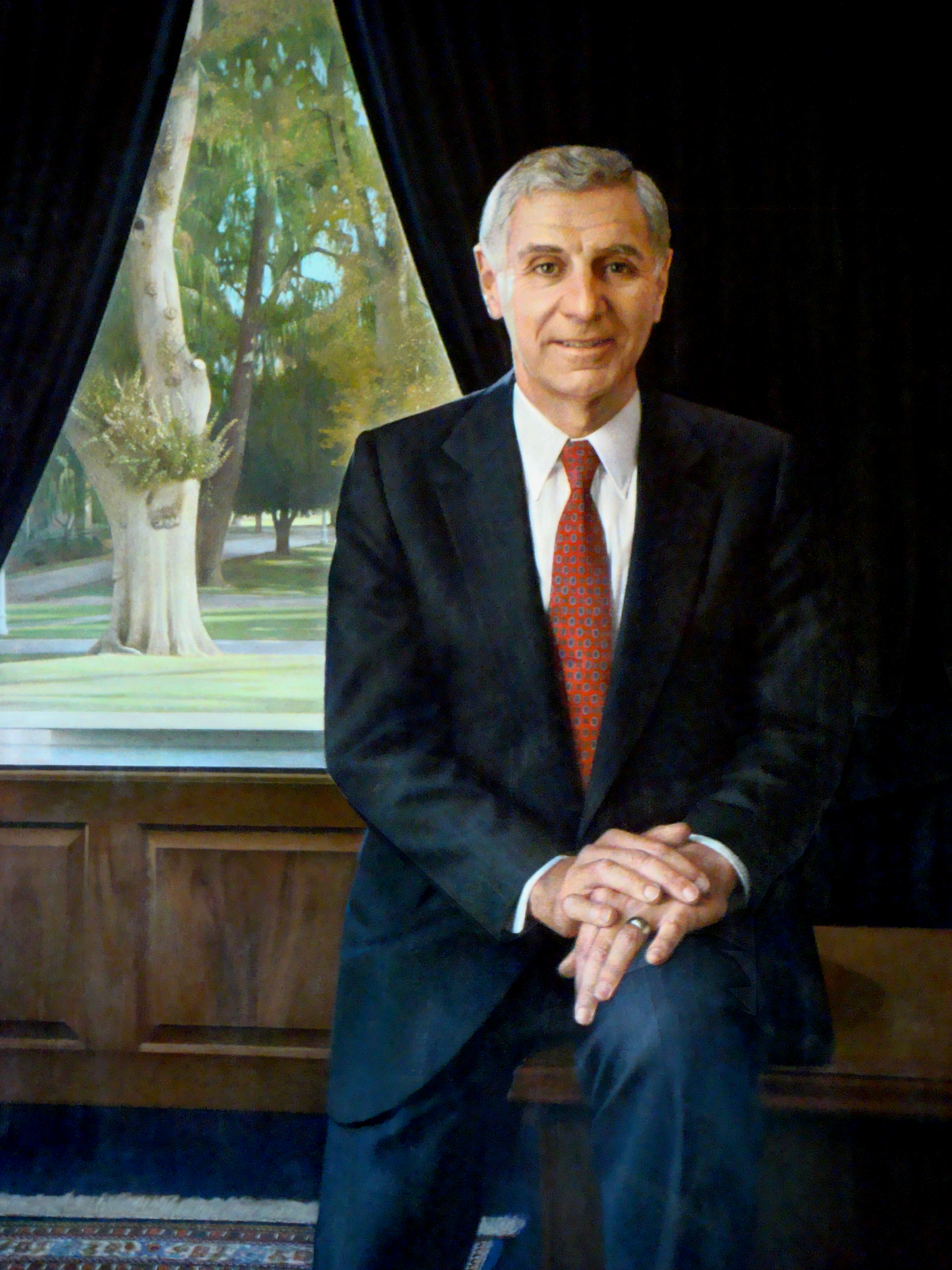
Porträt von George Deukmejian als Gouverneur

Courken George Deukmejian Jr. (* 6. Juni 1928 in Menands, Albany County, New York; † 8. Mai 2018 in Long Beach, Kalifornien) war ein US-amerikanischer Jurist und Politiker der Republikanischen Partei. Von 1983 bis 1991 war er der 35. Gouverneur des Bundesstaates Kalifornien.

## Frühere Jahre und politischer Aufstieg
Deukmejian wurde in Menands im Bundesstaat New York als Sohn eines Immigranten aus der Türkei mit armenischer Abstammung geboren. Er erwarb 1949 einen B.A. in Soziologie vom Siena College. 1952 erwarb er einen Juris Doctor (J.D.) von der St. John's University. Nach seinem Studiumabschluss war er für das Judge Advocate General’s Corps (JAGC), die oberste Justizinstanz der US-Streitkräfte, tätig.
1955 zog er nach Long Beach in Kalifornien. Er heiratete 1958 Gloria Saatjian, mit der er drei gemeinsame Kinder hat: zwei Töchter, geboren 1965 und 1970, und einen 1967 geborenen Sohn. 1962 wurde Deukmejian in die California State Assembly gewählt, sein Wahlbezirk lag in Long Beach. Vier Jahre später wurde er in den Senat von Kalifornien gewählt. Ab 1969 führte er als Senate Majority Leader die republikanische Fraktion. Er bewarb sich 1970 erfolglos um das Amt des Generalstaatsanwalts von Kalifornien (Attorney General). Acht Jahre später wurde er schließlich in diese Position gewählt und amtierte von 1979 bis 1983.

## Gouverneur von Kalifornien

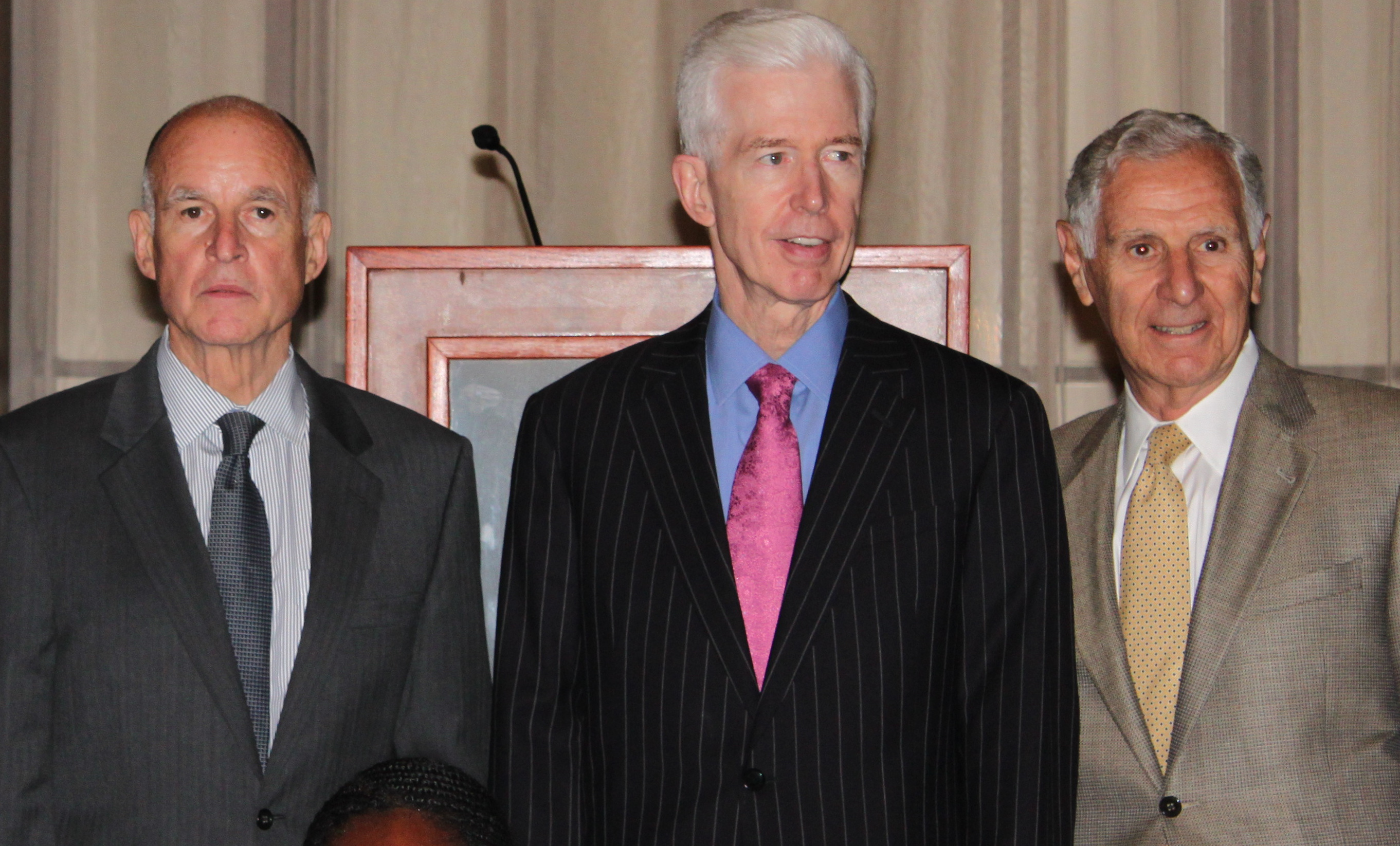
Deukmejian (rechts) mit den kalifornischen Gouverneuren Jerry Brown (links) und Gray Davis (Mitte) im Jahr 2010

1982 gewann Deukmejian die Vorwahlen gegen den amtierenden republikanischen Vizegouverneur Mike Curb und später auch die eigentliche Wahl am 2. November 1982 gegen den Bürgermeister von Los Angeles, Tom Bradley. Mit 49 gegenüber 48 Prozent der abgegebenen Stimmen fiel sein Sieg als Nachfolger des nicht mehr kandidierenden Jerry Brown äußerst knapp aus. Da Umfragen zeitweise seinen Kontrahenten im Vorteil sahen, wurde die knappe Niederlage Bradleys aufgrund seiner afroamerikanischen Identität auch als Bradley-Effekt beschrieben. Am 3. Januar 1983 wurde Deukmejian als 35. Gouverneur von Kalifornien vereidigt. Deukmejian musste aufgrund der demokratischen Mehrheit in der State Legislature in seiner gesamten Amtszeit als Gouverneur versuchen, auch politische Gegner für seine Sache zu gewinnen. Im November 1986 gelang ihm jedoch ein klarer Wahlsieg mit über 60 Prozent der Stimmen. Dabei besiegte er erneut Tom Bradley. Ein Kernpunkt seiner Politik als Gouverneur war das Problem der Kriminalität. Dieser begegnete er mit einer strikten „Law-and-Order“-Politik. Zu Beginn seiner Amtszeit im Jahr 1983 waren in Kalifornien 34.640 Personen in Haft, 1991 lag die Anzahl dieser Personen bei 97.309. In anderen gesellschaftspolitischen Fragen vertrat Deukmejian eher moderate Positionen. So sprach er sich für das Recht auf einen Schwangerschaftsabbruch aus („Pro-Choice“), was nicht der Mehrheitsmeinung innerhalb seiner Partei entspricht.
Für die Präsidentschaftswahl 1988 stand er auf der Liste möglicher Vizepräsidenten des republikanischen Präsidentschaftskandidaten George Bush, der sich letztlich für Dan Quayle entschied. Für die Gouverneurswahl 1990 verzichtete er auf eine erneute Kandidatur und wurde im Januar 1991 von dem Republikaner Pete Wilson abgelöst. Er war der letzte kalifornische Gouverneur, der freiwillig auf eine dritte Wahlperiode verzichtete, da 1990 durch eine Volksabstimmung eine gesetzliche Begrenzung auf zwei Amtszeiten eingeführt wurde. Sein Vorgänger Jerry Brown wurde jedoch 2010 erneut zum Gouverneur und damit für eine dritte Amtszeit gewählt. Brown, dem 2014 ein weiteres Mal die Wiederwahl gelang, war jedoch von der neuen Gesetzeslage nicht betroffen, da der Volksentscheid erst für Amtszeiten nach 1990 gilt.

## Nach dem Gouverneursamt
Deukmejian arbeitete ab 1991 in einer Anwaltssozietät in Los Angeles. Im Jahr 2000 gab er seinen Beruf auf und war danach in mehreren Kommissionen tätig. Er starb am 8. Mai 2018, einen Monat vor seinem 90. Geburtstag.